# آن د. مونتجومري
آن د. مونتجومري (بالإنجليزية: Ann D. Montgomery)‏ هي قاضية ومحامية أمريكية، ولدت في 1949 في ليتشفيلد في الولايات المتحدة.